# Sphenophyllales
Sphenophyllales es un grupo extinto de plantas terrestres relacionadas con los actuales equisetos. Se conocen como fósiles desde el Devónico hasta al Triásico, aunque su mayor abundancia se da durante el Carbonífero. El género típico es Sphenophyllum, una pequeña planta ramificada, probablemente rastrera.
- Datos: Q2899203
- Multimedia: Sphenophyllales / Q2899203
- Especies: Sphenophyllales